# يانخيل هيريرا
يانخيل هيريرا (بالإسبانية: Yangel Herrera) (14 يناير 1998 فنزويلا - ) هو لاعب كرة قدم فنزويلي، يلعب كلاعب وسط.

## وصلات خارجية
يانخيل هيريرا على موقع الاتحاد الأوربي (الإنجليزية)
- يانخيل هيريرا على موقع الدوري الأمريكي (الإنجليزية)
- يانخيل هيريرا على موقع قاعدة بيانات كرة القدم.إي يو (الإنجليزية)
- يانخيل هيريرا على موقع ناشيونال فوتبول تيمز (الإنجليزية)
- يانخيل هيريرا على موقع Soccerway.com (الإنجليزية)
- يانخيل هيريرا على موقع عالم كرة القدم.نت (الإنجليزية)
- يانخيل هيريرا على موقع AS.com (الإسبانية)